# Великокардашинский сельский совет (Голопристанский район)
Великокардашинский сельский совет (укр. Великокардашинська сільська рада) — входит в состав
Голопристаньского района
Херсонской области
Украины.
Административный центр сельского совета находится в 
с. Великая Кардашинка
.

## Населённые пункты совета
- с. Великая Кардашинка
- с. Кардашинка
- с. Коханы
- с. Малая Кардашинка